# SuRie
SuRie, pseudonimo di Susanna Marie Cork (Harlow, 18 febbraio 1989), è una cantante britannica.
Ha rappresentato il Regno Unito all'Eurovision Song Contest 2018 col brano Storm, classificandosi ventiquattresima con 48 punti.

## Biografia
Susanna Marie Cork è nata da Andrew Cork e Julia (nata Kornberg). Suo nonno materno, Sir Hans Kornberg, è stato un biochimico britannico-statunitense di origine tedesca, i cui genitori furono assassinati durante l’Olocausto. Il suo nome d’arte, SuRie, è una combinazione dei nomi di battesimo Susanna Marie. Suo fratello minore è il cantautore Benedict Cork.
SuRie ha iniziato a comporre musica all'età di 12 anni e ha successivamente studiato alla Royal Academy of Music di Londra. Nel corso della sua carriera ha cantato come corista per Chris Martin e Will Young, nonché alle edizioni del 2015 e del 2017 dell'Eurovision Song Contest per i rappresentanti belgi, rispettivamente Loïc Nottet con Rhythm Inside e Blanche con City Lights, che sono entrambi arrivati al quarto posto nella finale.
Il 7 febbraio 2018 SuRie ha partecipato a Eurovision: You Decide, il processo di selezione nazionale del Regno Unito per l'Eurovision Song Contest 2018, con la sua canzone Storm. È arrivata prima su sei partecipanti, guadagnandosi il diritto di rappresentare la sua nazione.
L'artista si è esibita direttamente nella serata finale della manifestazione, tenutasi il 12 maggio 2018, ove si è classificata al ventiquattresimo posto con 48 punti. Poiché la sua esibizione era stata interrotta da un invasore di palco, l'EBU aveva offerto la possibilità di esibirsi di nuovo, ma lei ha declinato.

## Discografia

### Album in studio
- 2016 – Something Beginning With...
- 2018 – Dozen

### EP
- 2016 – SuRie
- 2016 – Out of Universe
- 2020 – Rye

### Singoli
- 2017 – Lover, You Should've Come Over
- 2018 – Storm
- 2018 – Taking It Over
- 2019 – Only You and I
- 2020 – Last Christmas